# Чосон ильбо
«Чосон ильбо» (кор. 조선일보, Корейский ежедневник) — крупнейшая газета Республики Корея. Основана японской колониальной администрацией 5 марта 1920 года в рамках политики «культурного управления» генерал-губернатора Сайто Макото. Придерживается правых взглядов. Существует также еженедельная и ежемесячная версии газеты. Тираж газеты — около 1 800 000 экземпляров.

## История
Первым директором «Чосон ильбо» в 1920-е годы стал Ли Сан Чжэ, возглавлявший националистическую общественно-политическую организацию «Общество обновления» (Синганхве).
Изначально в шрифтах газеты использовалась смешанная графика — китайские иероглифы и корейский алфавит.
Кроме новостей, публиковались статьи о древней истории Кореи, произведения современных корейских писателей. Позиция издания по отношению к японской администрации была нейтральной, затем — умеренно критичной.
В 1940 году издание газет на корейском языке было запрещено, но после 1945 года в независимой Южной Корее «Чосон ильбо» стала вновь выходить.

## Современность
В 2001 году по результатам расследования национальной налоговой службы прокуратура Республики Корея арестовали президента-издателя «Чосон ильбо» Пан Сан Хуна по обвинениям в неуплате налогов и переправке денег в США, должностных преступлениях, подделке финансовых документов, растрате казённых средств, манипулировании данными о продажах акций на бирже. Общая сумма ущерба (по делу проходили руководители ещё двух изданий) составила 25,1 млрд вон, или около 19 млн долларов.
Южнокорейская актриса Чан Джа Ён (1980—2009), погибшая по официальной версии в результате самоубийства, в предсмертной записке рассказала, что её избивали и вынуждали заниматься сексом с несколькими ВИП-персонами шоу-бизнеса и СМИ, в том числе руководителями «Чосон ильбо» Пан Сан Хуном, Пан Мен Хуном и Ли Чжэ Яном.

## Влияние и роль в политике
Политическая культура Республики Корея характеризуется доминирующей ролью газет, точнее — издательских концернов, при недолговечности политических партий группирующих вокруг себя сторонников тех или иных политических взглядов. Так, «Чосон ильбо», вместе с концернами «Тона ильбо» и «Чунан ильбо», является рупором правых взглядов в Северо-Восточной Азии. Данные концерны, объединяемые разговорным сокращением «Чо-Чун-Тона», являясь экономическими конкурентами, тем не менее выражают идеи одного политического лагеря и вместе контролируют большую часть корейского газетного рынка.
В годы правления левоцентристских президентов Ким Дэ Чжуна и Но Му Хёна «Чосон ильбо» и близкие к нему издания занимали оппозиционную позицию, критикуя политику администрации, в частности, развития межкорейского диалога и сотрудничества с КНДР.
С приходом консервативной администрации Ли Мён Бака, напротив, концерн оказывал ему всяческую поддержку и даже обвинялся своими противниками в цензуре информации, невыгодной Голубому дому.
В начале правления президента Пак Кын Хе, в сентябре 2013 года, газета фактически вынудила уйти в отставку генерального прокурора страны Чхэ Дон Ука, после скандальной публикации, касающейся его личной жизни. Вслед за генпрокурором в знак протеста покинули службу и ряд других сотрудников ведомства. Как отмечали обозреватели, прокурор, которого СМИ характеризовали как «слишком независимого» и «строптивого» по отношению к администрации, в тот период вел расследование против национальной спецслужбы по подозрению во вмешательстве в ход недавних президентских выборов, способствовавшем победе правого кандидата.
По информации, озвученной депутатами оппозиции, разведка страны в свою очередь организовала слежку за генпрокурором, а затем собранная ею информация оказалась в руках «Чосон ильбо».
В Южной Корее имеются и политические силы, находящиеся в жесткой оппозиции к «Чосон ильбо», как и близким к нему изданиям правой тройки «Чосон ильбо»-«Чунан ильбо»-«Тона ильбо», в первую очередь это левонационалистическая газета «Хангёре синмун». «Тройка» высмеивалась на телевидении, предпринимались попытки бойкота издательств этих газет.
Одним из расхожих обвинений в адрес правых изданий является сотрудничество с японской колониальной администрацией в первой половине и режимами военных диктатур во второй половине XX века.

## В русском информационном пространстве
В то же время ряд представителей академического корееведения подвергает его информацию критике. Комментируя опубликованную «Чосон ильбо» новость о якобы имевшем место в КНДР расстреле, директор Центра корейских исследований ИДВ РАН Александр Жебин подверг её серьёзным сомнениям, назвав слухами, домыслами и сообщениями неназванных источников .
Собственный корреспондент «Российской газеты» в Сеуле Олег Кирьянов отмечал, что хотя в целом «Чосон ильбо» является респектабельным изданием, на тему КНДР зачастую даёт информацию «с желтизной» и передергивает факты, а также сильно ангажирована в сторону консерваторов.
Ведущий научный сотрудник ИДВ РАН Константин Асмолов в интервью ИА REGNUM, комментируя новости газеты, охарактеризовал её как «одно из ведущих правоконсервативных изданий Южной Кореи, чемпион страны по количеству информационных "уток", пущенных в массы». В качестве примеров он отметил, что «именно это издание в своё время активно мусолило тему минометного расстрела», распространив сообщение о том, что по приказу Ким Чен Ына был расстрелян один северокорейских генералов за то, что тот «мало плакал на похоронах», а также заявило, что «якобы Китай ввёл свои войска в северокорейскую свободную экономическую зону Расон для обеспечения безопасности своего персонала и инфраструктуры», что позднее было опровергнуто официальными властями КНР. Кроме того Асмолов указал на утверждение газеты о том, что Ким Чен Ын собирался совершить убийство своего старшего брата Ким Чен Нама, но последний получил поддержку Китая. Также Асмолов отметил, что Чосон ильбо «умудрилось представить обычную рыночную драку как начало революции в Северной Корее, „сотни людей на улицах“, „массовые волнения“ и пр», что в целом говорит о том, что «кредитная история „Чосон Ильбо“ сильно хромает». Отдельно Асмолов обратил внимание на такой подозрительный факт, как то, что издание ссылается на анонимные источники в Китае, которые сообщают о «душераздирающие подробности о том, что членов семей казненных заставили смотреть на смерть своих родных и близких, потом еще кого-то казнили, потом их в лагеря, потом то, затем се... Эти подробности мог сообщить только источник, находившийся там в момент казни, который потом отправился в Китай и рассказал об увиденном южнокорейской правоконсервативной газете, которая с завидной периодичностью сливает дезинформацию. И какова вероятность, что все это правда? Какова вероятность, что подобная информация прошла через всю эту длинную цепочку и дошла до нас». Ещё он остановился на таком обстоятельстве, что по данным газеты жертвы приговаривались к смертной казни как за хранение Библии, так за участие в изготовлении и распространении материалов порнографического содержания, отметив, что получается, что «истинно верующие христиане снимались в порно и таскали эту продукцию на продажу в Китай, так?».
Среди отмеченных экспертами явно недостоверных историй, опубликованных «Чосон ильбо», были: сообщение о вводе китайских войск в северокорейский город Расон, сообщение о начале в КНДР массовых волнений и уличных беспорядков, сообщение о расстреле из миномёта, сообщение о расстреле известной певицы Хён Сон Воль (вновь появилась на публике спустя девять месяцев после исчезновения и предполагаемого расстрела).